# Вулиця Генерала Миколи Юнаківа
Ву́лиця Генерала Миколи Юнаківа — вулиця в Залізничному районі Львова, у місцевості Клепарів. Сполучає вулиці Тараса Шевченка та Дмитра Бортнянського.

## Історія
Вулиця прокладена у першій чверті XX століття. 1930 року отримала назву Янівська бічна. У 1933 році перейменована на вулицю Маріана Лангевича, на честь польського революціонера, генерала, диктатора Січневого повстання (березень 1863) Маріана Мельхіора Антонія Лангевича. За часів німецької окупації мала назву Хмельницькийґассе (укр. Алея Богдана Хмельницького), на честь політика, полководця і дипломата, провідника національно-визвольних змагань 1648—1657 років, творця Української козацької держави, гетьмана Війська Запорозького Богдана Хмельницького. У липні 1943 року повернена передвоєнна назва  вулиці Маріана Лангевича і вже 1950 року перейменована на вулицю Артилерійську. Сучасна назва вулиці походить від 1993 року, на честь українського військового та громадського діяча, генерал-полковника армії УНР Миколи Юнаківа.

## Забудова
У забудові вулиці Генерала Миколи Юнаківа присутній польський конструктивізм 1930-х років та сучасна забудова 2000-х—2010-х років.

### Будинки
№ 9 — чотириповерхова офісна будівля. Перший поверх будівлі займає авторизований сервісний центр з ремонту побутової техніки.
№ 9б — п'ятиповерховий житловий будинок.
№ 9з — семиповерховий житловий будинок економ класу, збудований у 2016—2017 роках на розі вулиць Генерала Миколи Юнаківа та Тараса Шевченка.